# كاري سيموندس
كاري سيموندس (بالإنجليزية: Carrie Symonds)‏ هي ناشطة سياسية بريطانية ولدت في يوم 17 مارس 1988 في لندن. هي ابنة الصحفي البريطاني ماثيو سيموندس أحد مؤسسي صحيفة ذا إندبندنت. أكملت دراسة التاريخ في جامعة ووريك. بدأت بعلاقتها مع رئيس الوزراء البريطاني بوريس جونسون في 2018 بينما كان لا يزال متزوج من مارينا ويلر. في سنة 2019 خطبت لرئيس الوزراء وفي أبريل 2020 أنجبت أول ابن لها مع رئيس الوزراء. هي أيضاً ناشطة بيئية.